# Bischöfliche Kanzlei

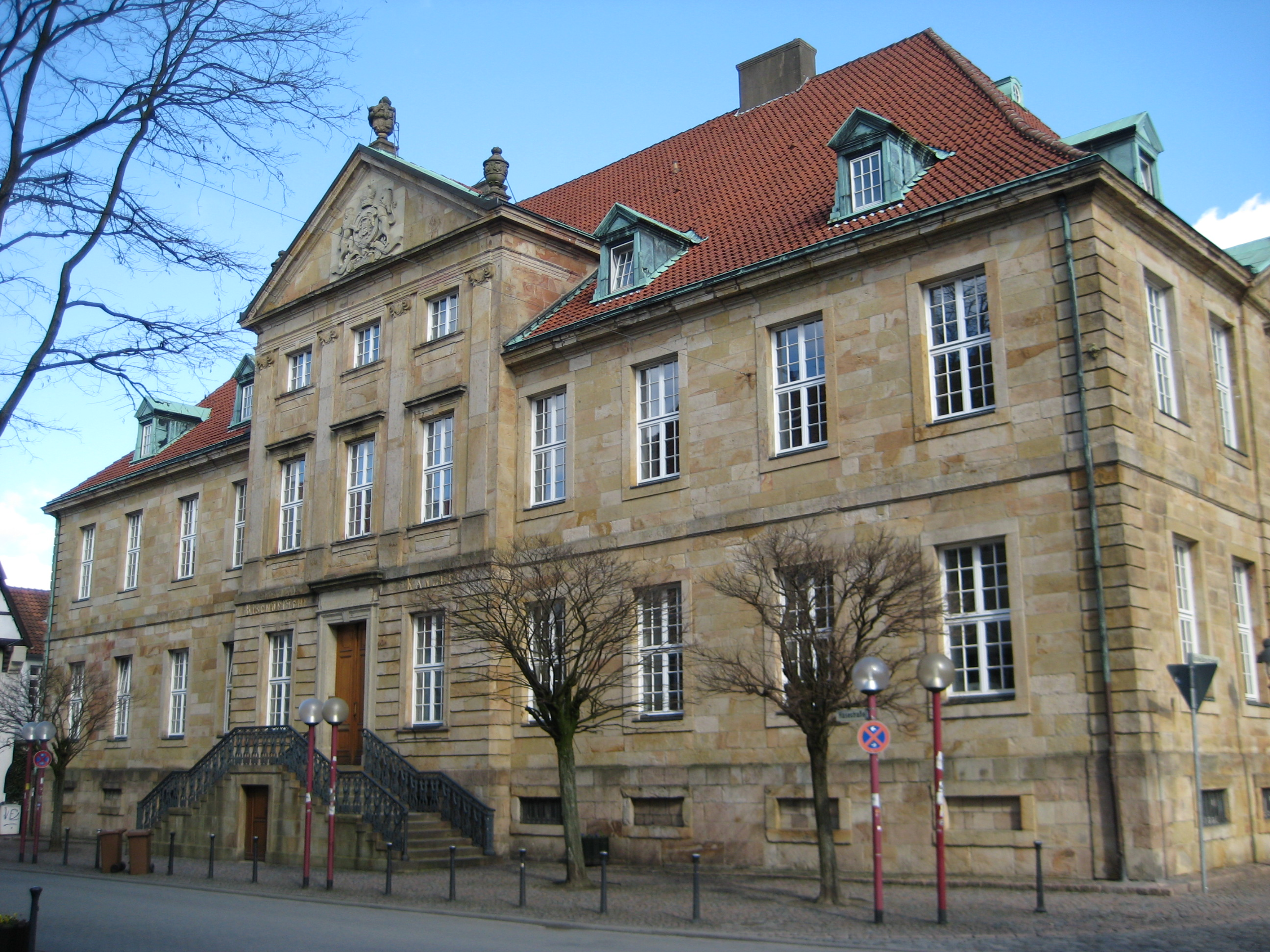
Ehemalige Fürstbischöfliche Kanzlei, jetzt Bischöfliche Kanzlei, in Osnabrück

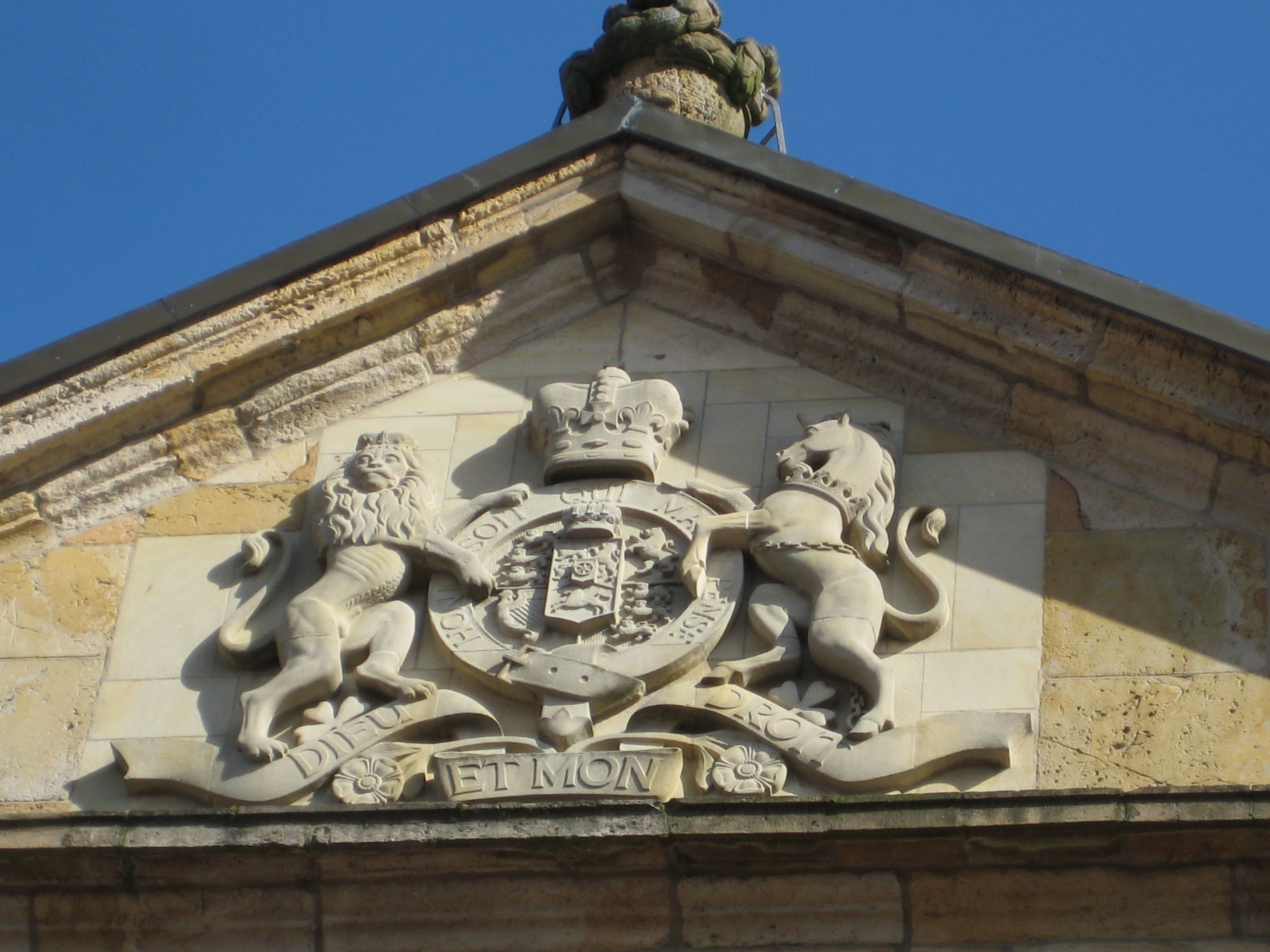
Giebel des Mittelrisalits mit Wappen Friedrichs von York

Die Bischöfliche Kanzlei  (ursprünglich  Fürstbischöfliche Kanzlei) ist ein unter Denkmalschutz stehendes Gebäude in Osnabrück (Niedersachsen).   Das 1782 bis 1785 errichtete Gebäude leitete den Baustil des Klassizismus in Osnabrück ein.  Es war Sitz der Kanzlei  – der Regierung  – im Hochstift Osnabrück. Nach dem Ende des Hochstifts 1802 diente es als Land- und Justizkanzlei, bis das Bistum Osnabrück das Gebäude 1896 zurückkaufte.  Die Zentrale des römisch-katholischen  Bistums Osnabrück hat darin ihren Sitz.

## Geschichte
Die Regierung im Fürstenbistum Osnabrück hatte zunächst keinen festen Sitz. Sie hielt sich jeweils am Aufenthaltsort des Fürstbischofs auf.  Bischof Heinrich III. von Sachsen scheiterte 1578 mit seiner Forderung an die Stände, ein festes Kanzleigebäude zu finanzieren. Auch der evangelische Fürstbischof Philipp Sigismund von Braunschweig-Wolfenbüttel erreichte 1597 sein Ziel eines Regierungsgebäudes nicht. Erst im frühen 17. Jahrhundert nahm die Regierung ihren ständigen Sitz in der Stadt, in einem Gebäude an der Domsfreiheit. Es verfiel, so dass Bischof Franz Wilhelm von Wartenberg  1652 vom Landtag forderte, einen Neubau zu errichten. Er stellte zwar Mittel bereit, doch,  hätten sie für einen Neubau nicht ausgereicht.
Erst 1779 wurde der Kauf der Martinikapelle und zwei benachbarter Vikarienhäuser genehmigt, auf deren Grundstücken die Kanzlei errichtet werden sollte. Statt für einen Entwurf des preußischen Hofbaumeisters Heinrich Ludwig Manger entschied man sich für den kostengünstigeren Clemens Lippers, Kanoniker am Stift St. Johann. Er sah ein Gebäude mit zwei Seitenflügeln vor, auf die nach einem Einspruch der Land- und Justizkanzlei aus Kostengründen verzichtet wurde. Errichtet wurde der Neubau schließlich nach den Plänen des Landbaumeisters Franz Schaedler. Ausgeführt wurde er unter Leitung des Maurermeisters Anton Mang. Justus Möser hatte vergeblich dafür geworben, einen Baumeister aus Münster zu beauftragen.
Das Gebäude brannte während des Zweiten Weltkriegs bei einem Bombenangriff am 13. September 1944 aus. Es wurde nach Kriegsende von 1948 bis 1950  im Inneren erneuert. Das englische Königswappen erneuerte der Osnabrücker Bildhauer Fritz Szalinski 1966. Dabei veränderte er das Wappen, indem er das sechsspeichige Rad des Osnabrücker Wappens in das Zentrum des königlichen Wappens setzte.

## Gebäude
Auf rechteckiger Grundfläche befindet sich in der Hasestraße ein freistehender zweigeschossiger Sandsteinbau mit dreiachsigen Mittelrisaliten an der Ost- und Westseite.  An der Nord- und Südseite sind die Risalite einachsig. Im Dreiecksgiebel des Risalits zur Hasestraße befindet sich das Wappen Friedrichs von York mit den Wahlsprüchen Honi soit qui mal y pense  und Dieu et mon droit. Zum Haupteingang führt eine doppelläufige Treppe. Das Gebäude hat ein Walmdach, das bis 1902 mit Biberschwanzziegeln  gedeckt war. Die Fassade ist mit Lisenen und Gesimsbändern gegliedert. Über dem Dreiecksgiebel  zur Hasestraße befinden sich drei bekrönende Vasen.  Das Gebäude flankierten Sandsteinbrunnen,  geschaffen von dem Bildhauer Georg Gerhart Wessel. Einer der Brunnen ist erhalten; er befindet sich im Vorgarten des Hauses Kleine Domsfreiheit 23.
Unterhalb des Kanzleigebäudes existiert ein Kellergewölbe, das als Lagerraum bzw. Fahrradkeller genutzt wurde. Zu besonderen Anlässen wird in dem Raum ein Ausschank von Speisen und Getränken betrieben, so z. B. während der Maiwoche und dem Weihnachtsmarkt. Der Erlös kommt dabei Hilfsprojekten der Caritas oder der Malteser zugute. Der Zugang zum Keller erfolgt von der Hasestraße aus, über eine außergewöhnlich niedrige Tür unterhalb der Haupttreppe des Gebäudes (siehe oberstes Bild).